# Слепцовка
Слепцовка — село Татищевского района Саратовской области. Входит в состав Идолгского муниципального образования.

## География
Расположено в 43 км от Саратова и 12 км от Татищево.

## Население
| 2002 | 2010 |
| ---- | ---- |
| 356  | ↘327 |

## Достопримечательности

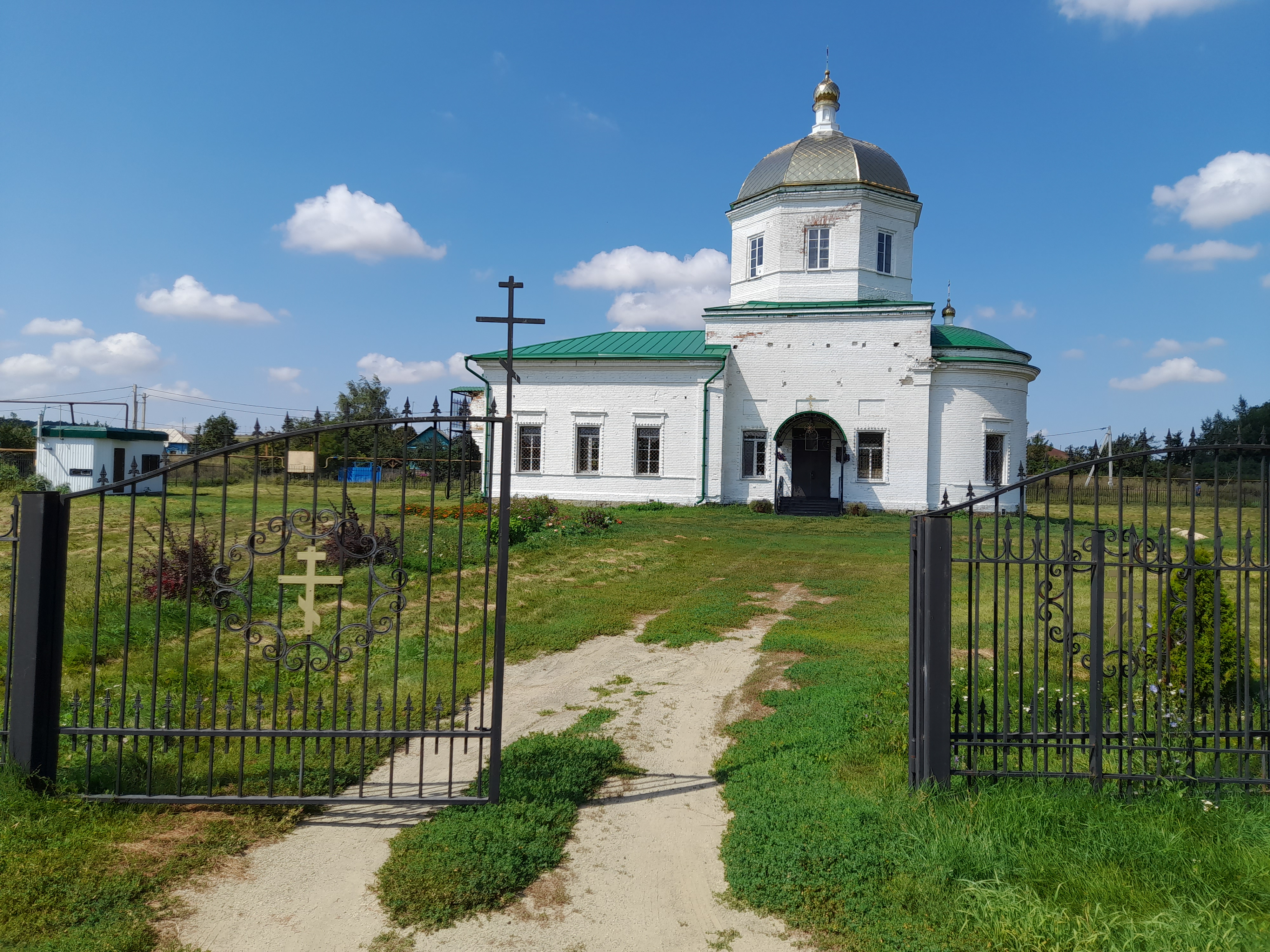
Храм

1. Каменный храм Преображения Господня 1835 года постройки, возведённый тщанием помещика Карпова и прихожан. Престол в церкви был во имя Преображения Господня, в прошлом здание также имело колокольню. При советской власти в 1930 году (по другим данным, в 1923 году) храм был закрыт, частично разрушен (колокольня разобрана в 1944 году) и переоборудован под зернохранилище и склад. К 1990-м годам пришёл в полное запустение. После возрождения храма были восстановлены кладка, окна и двери, в настоящее время реставрация здания продолжается.
2. Мемориал ополченцам Отечественной войны 1812 года в с. Слепцовка — открылся в Слепцовке 7 сентября 2012 года к 200-летию Бородинского сражения. Этот памятник, выполненный силами местных жителей, увековечивает память об ополченцах Слепцовки, сражавшихся в Отечественной войне 1812 года.

## Известные жители
В селе родился академик РАН учёный-математик Пётр Ульянов (1920—1991).

## Связь
Сотовая связь и высокоскоростной мобильный интернет стандарта 4G/LTE.

## Фотогалерея

Виды села
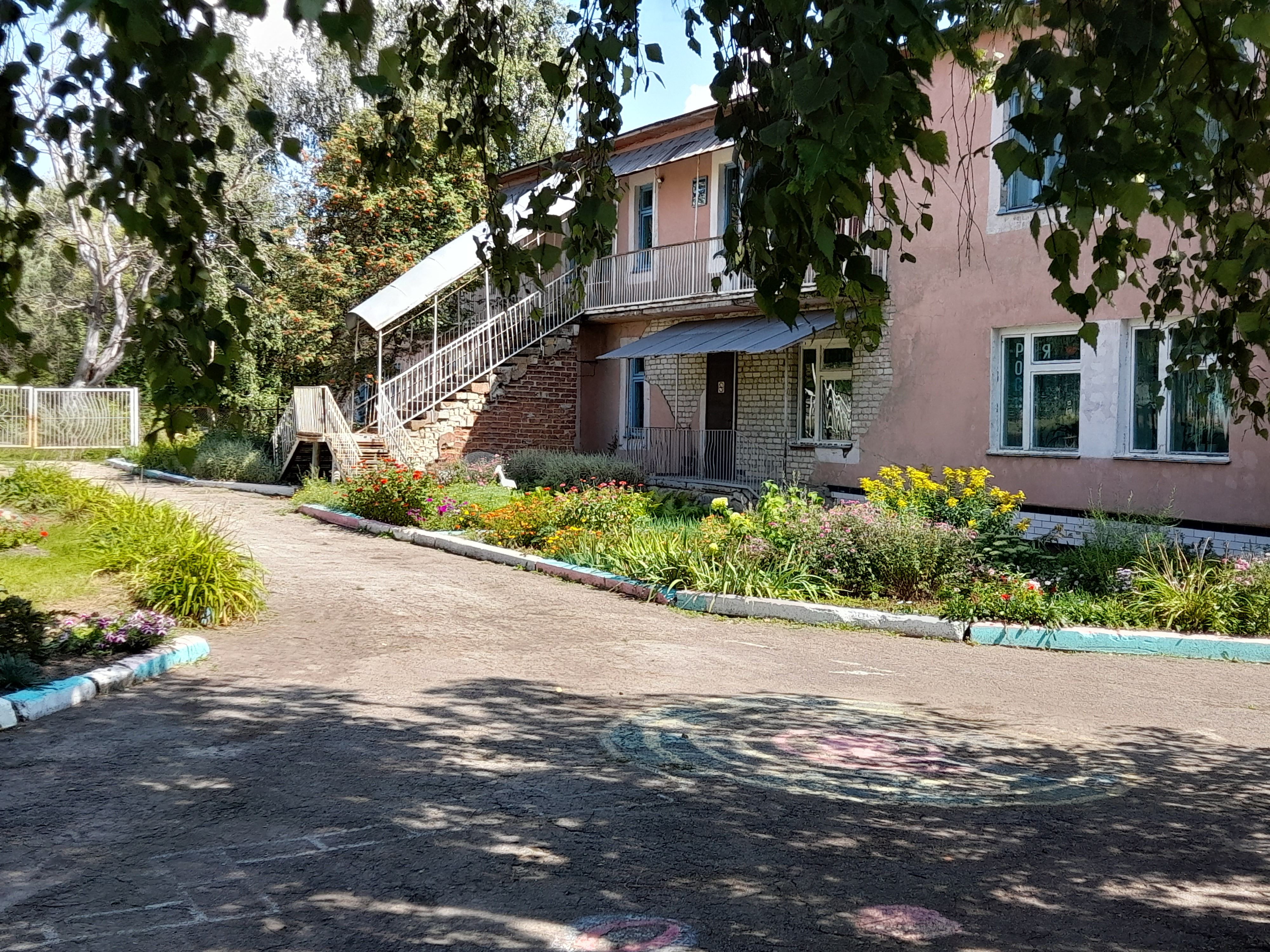
Детский сад
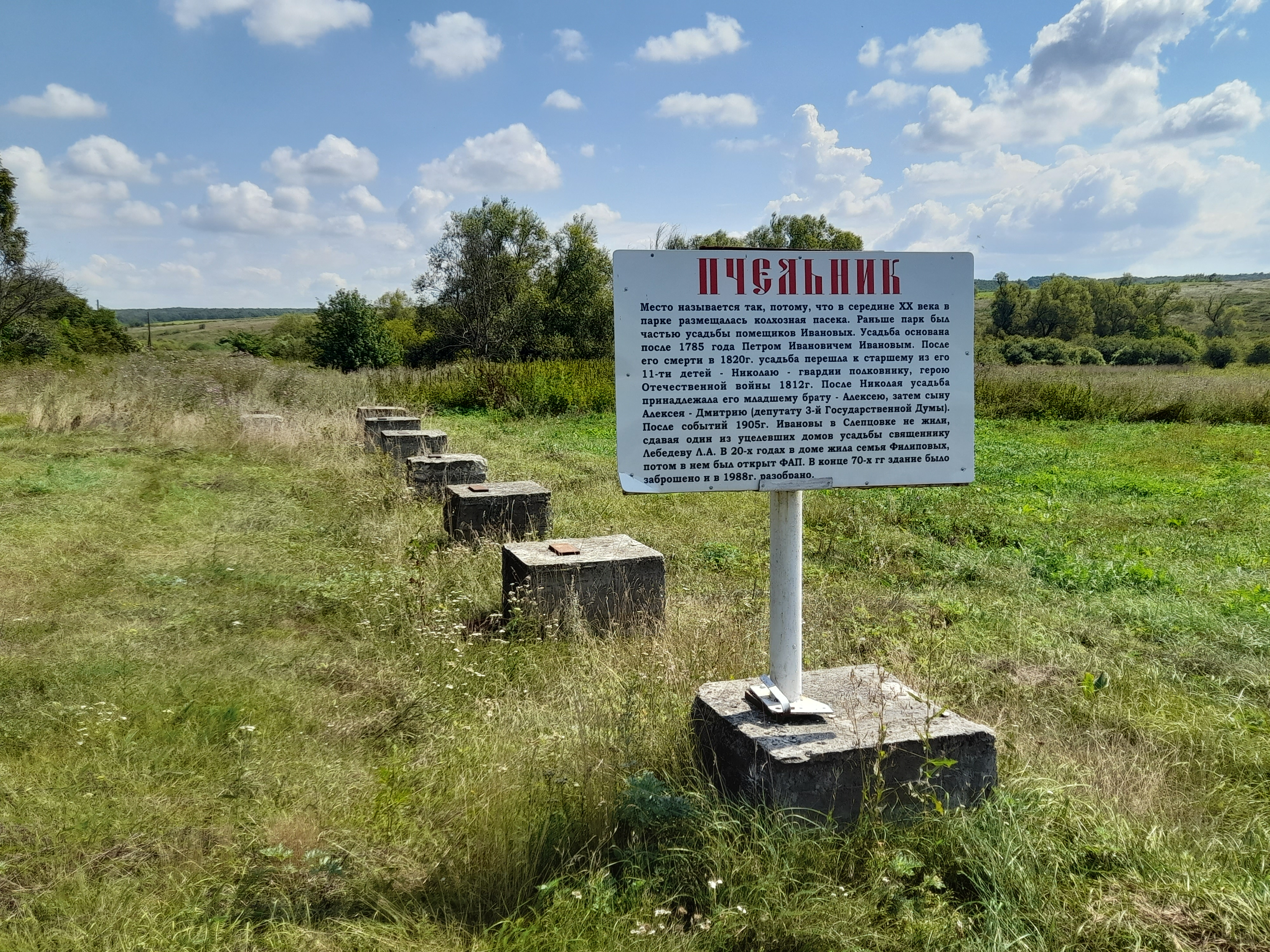
Пчельник
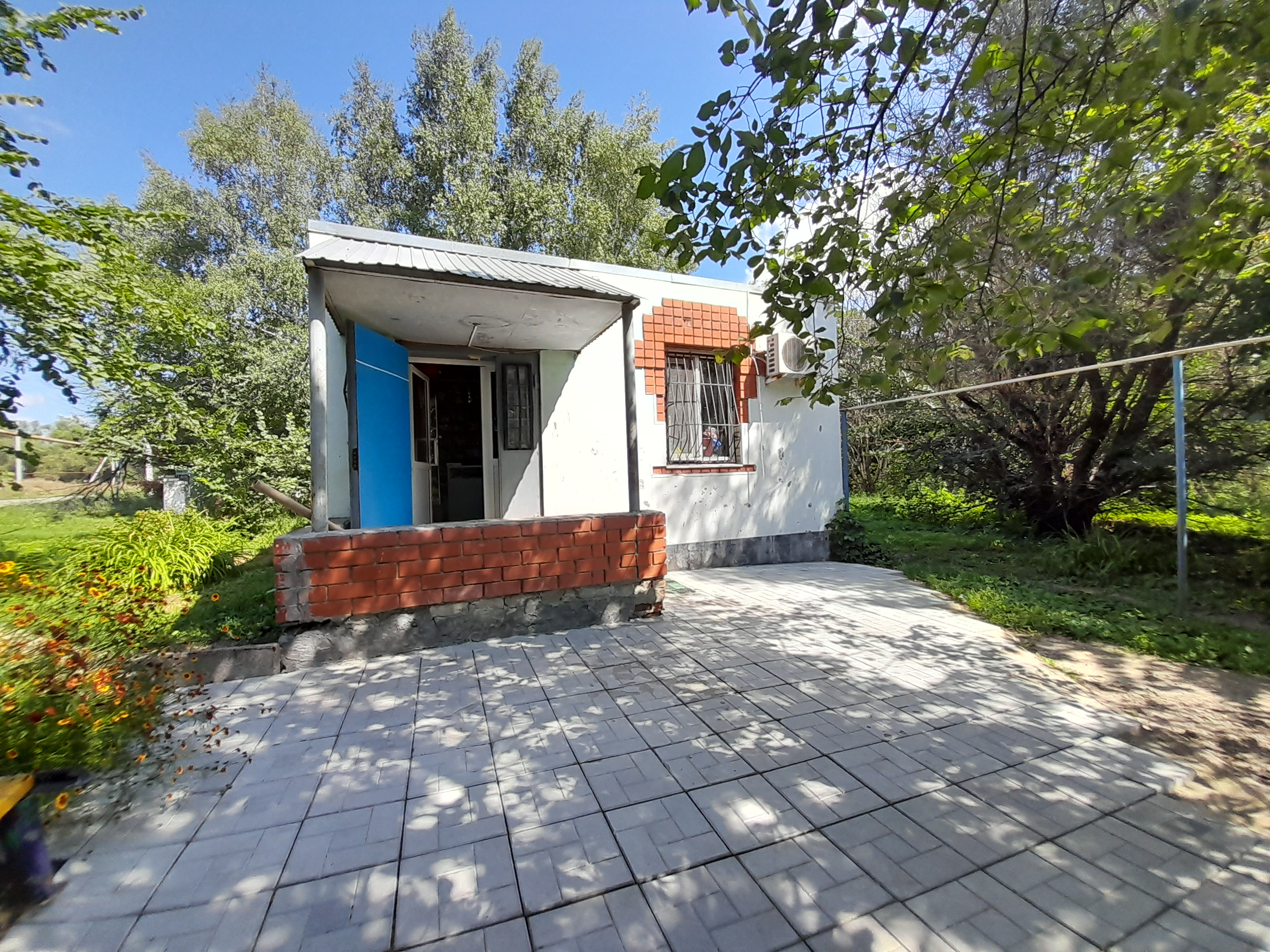
Магазин
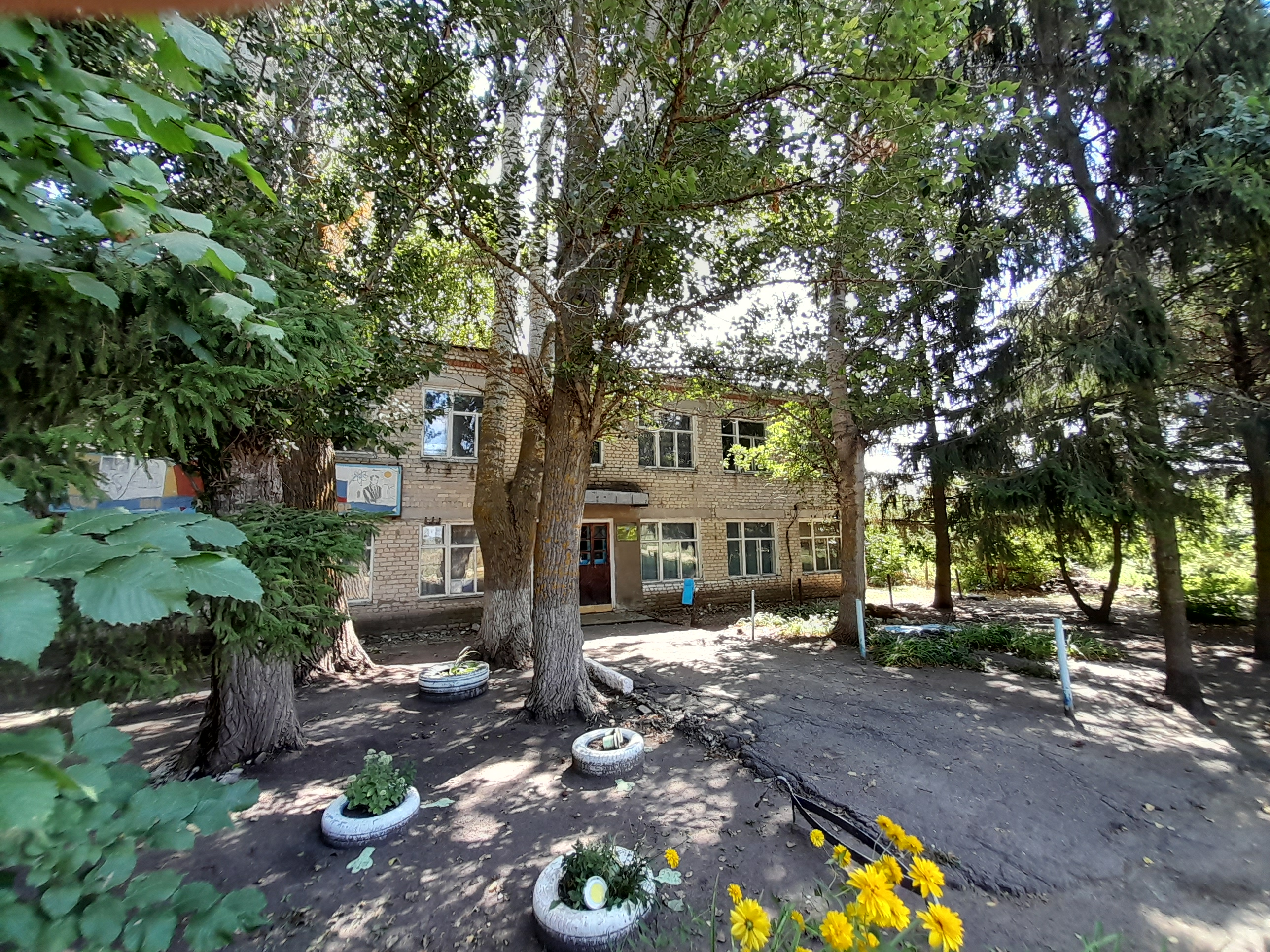
Сельский дом культуры
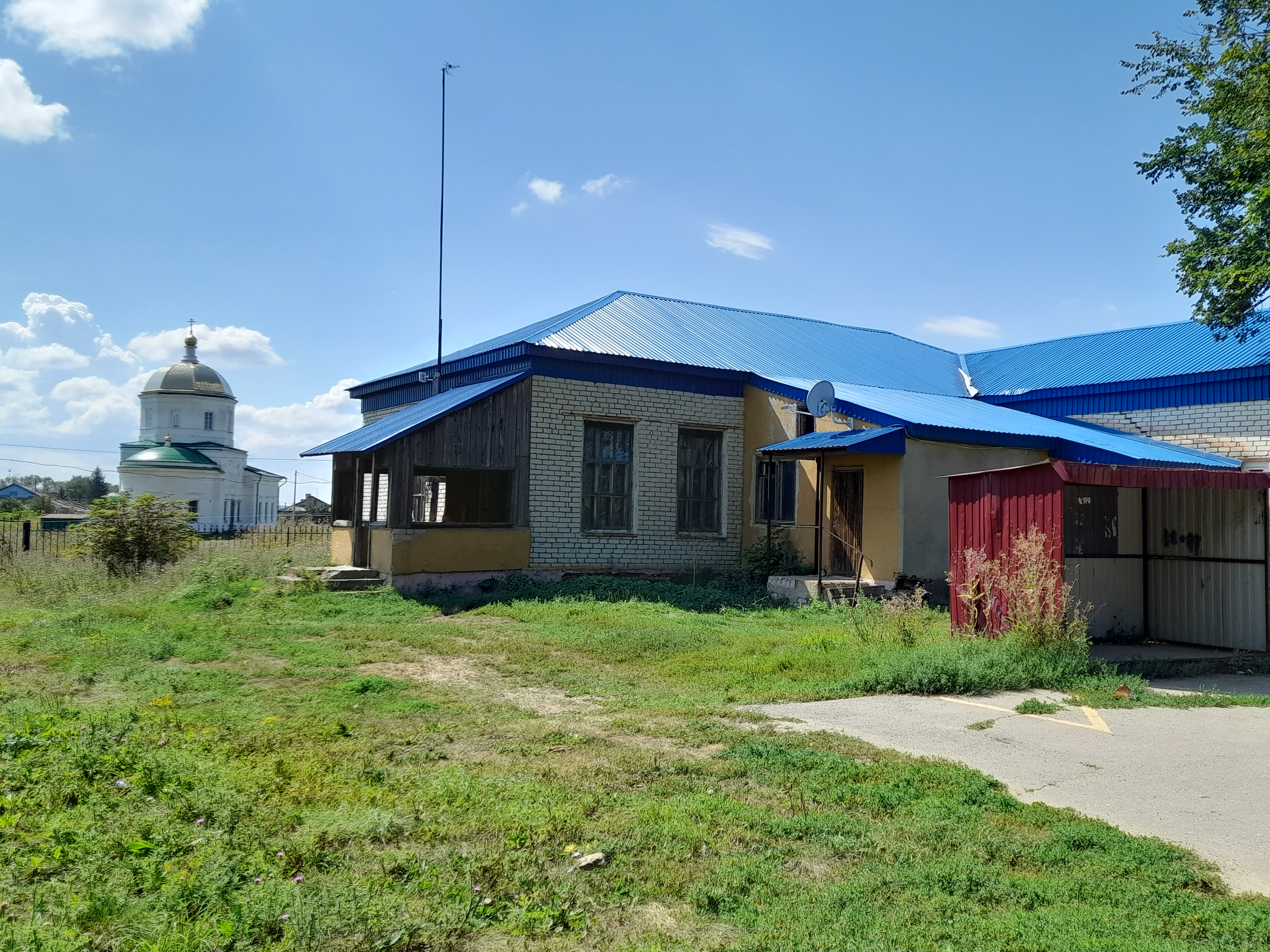
Библиотека

Память села
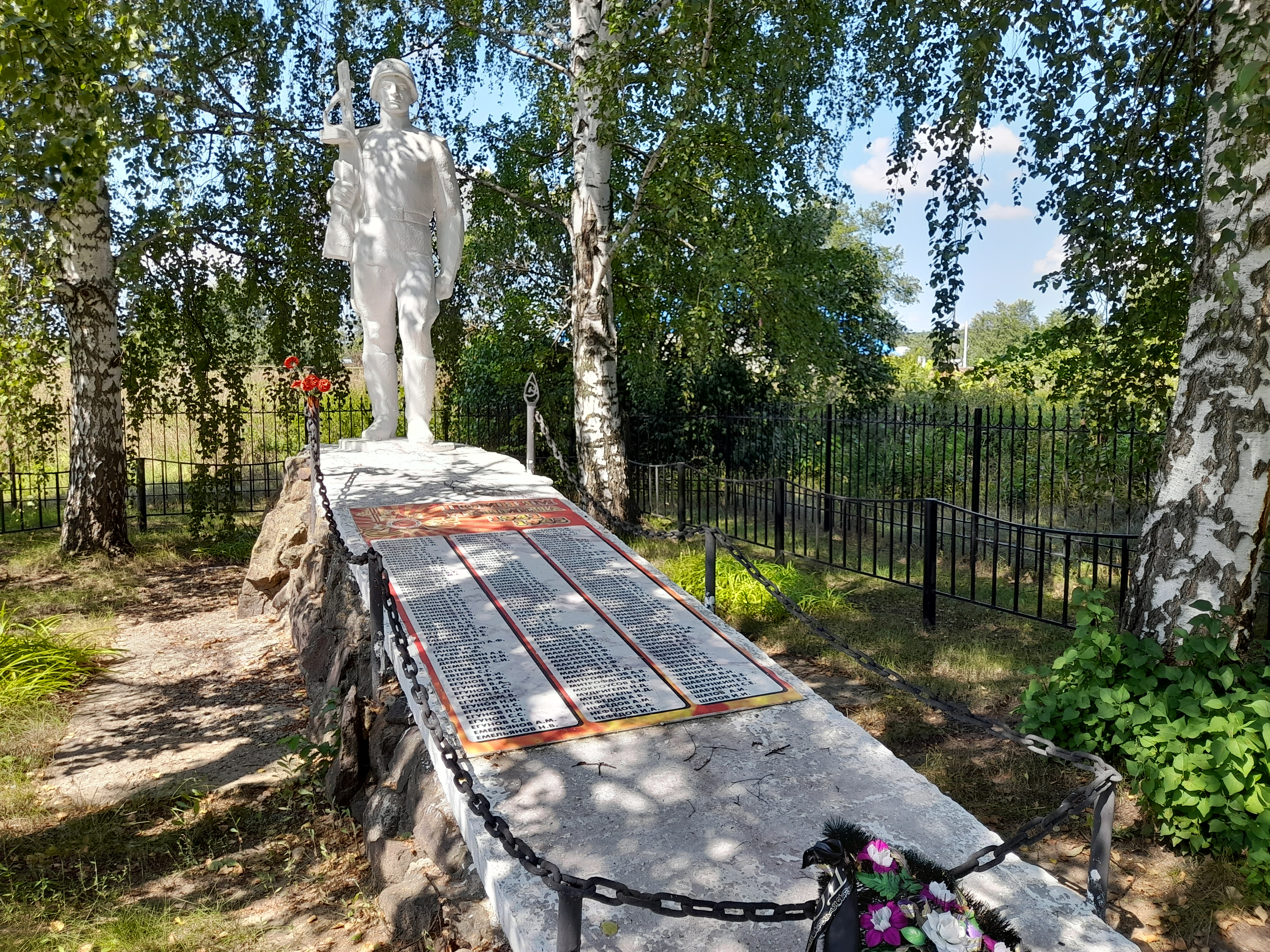
Памятник
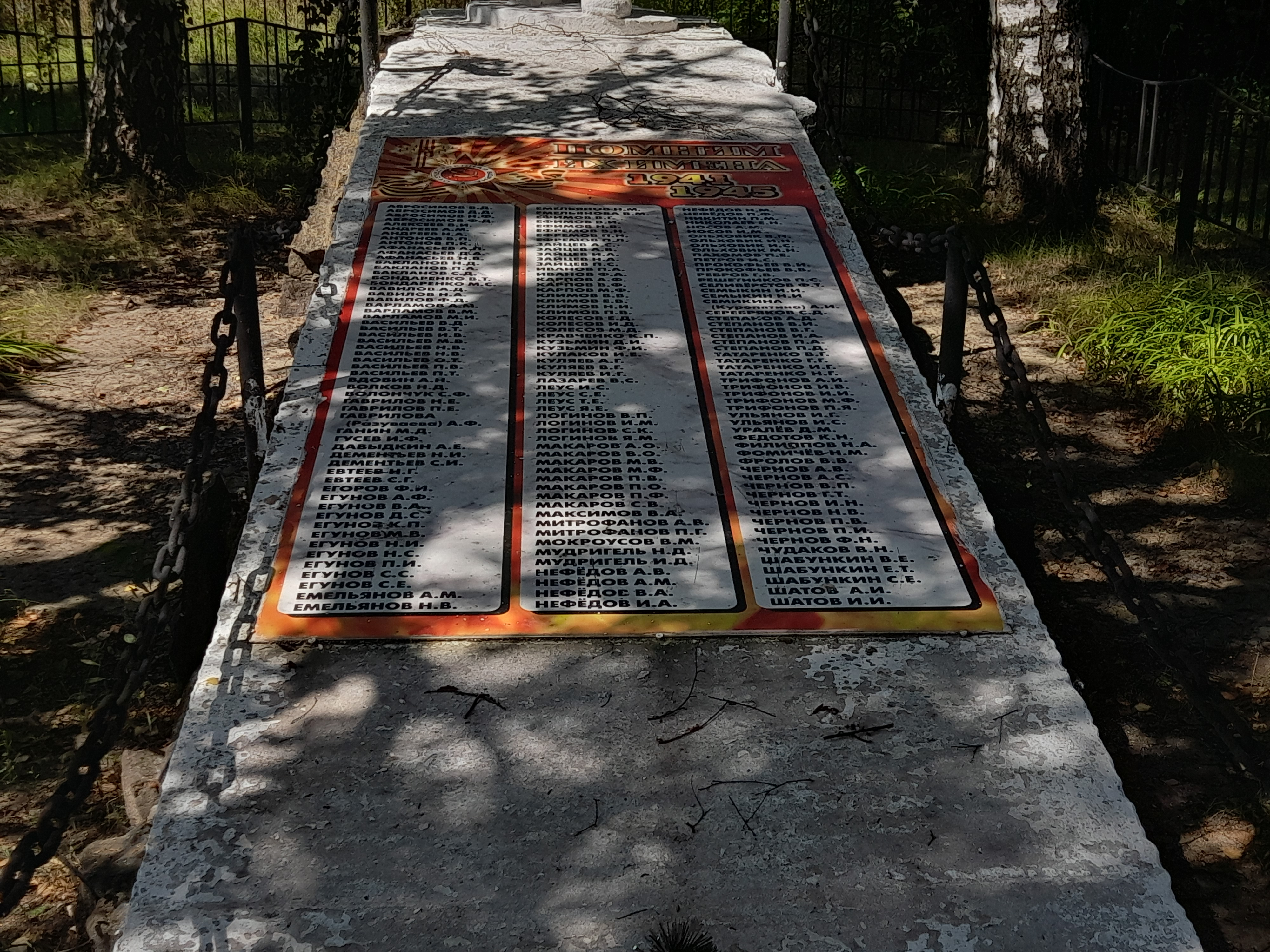
Списки погибших ветеранов
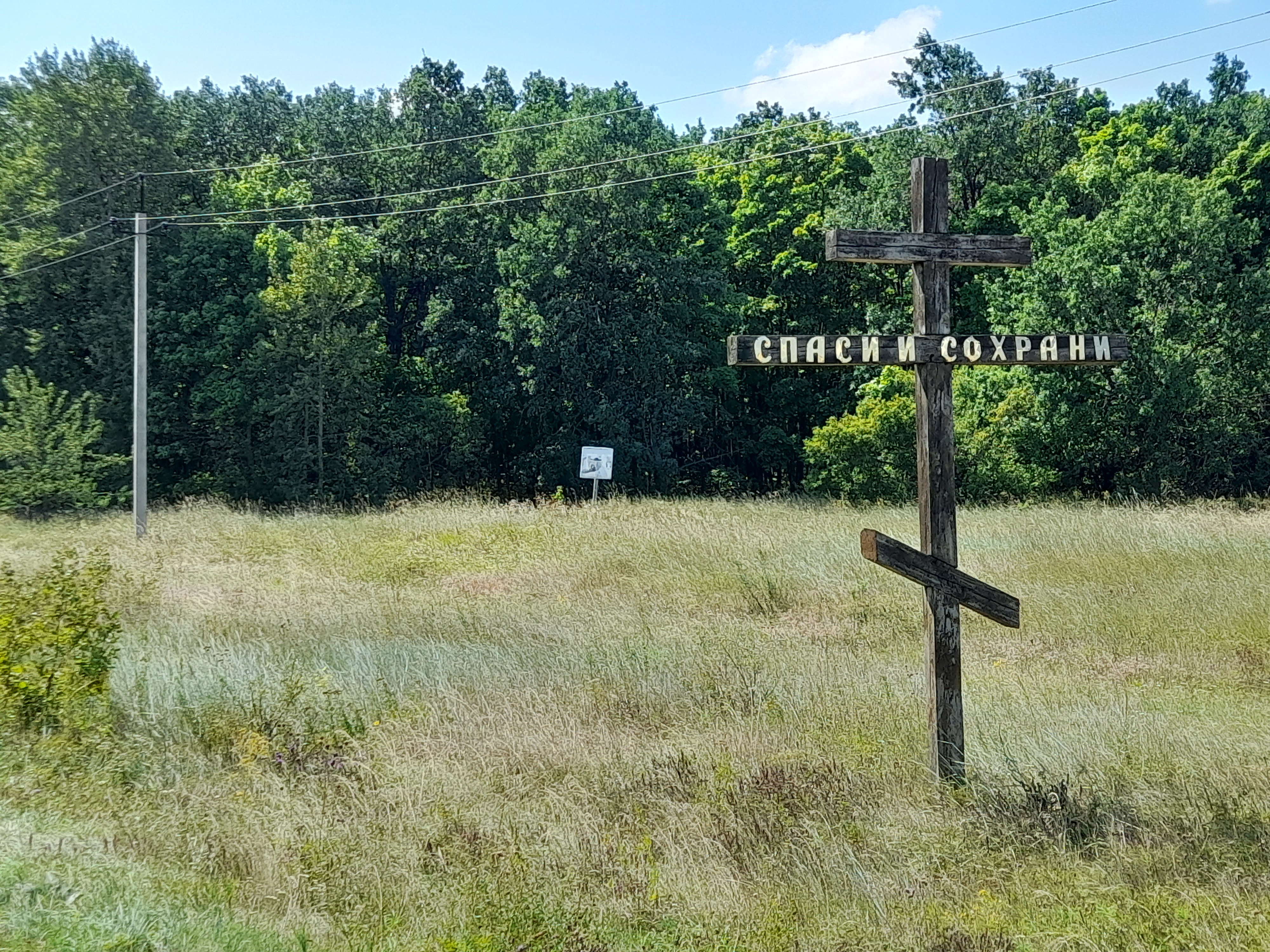
Придорожный крест
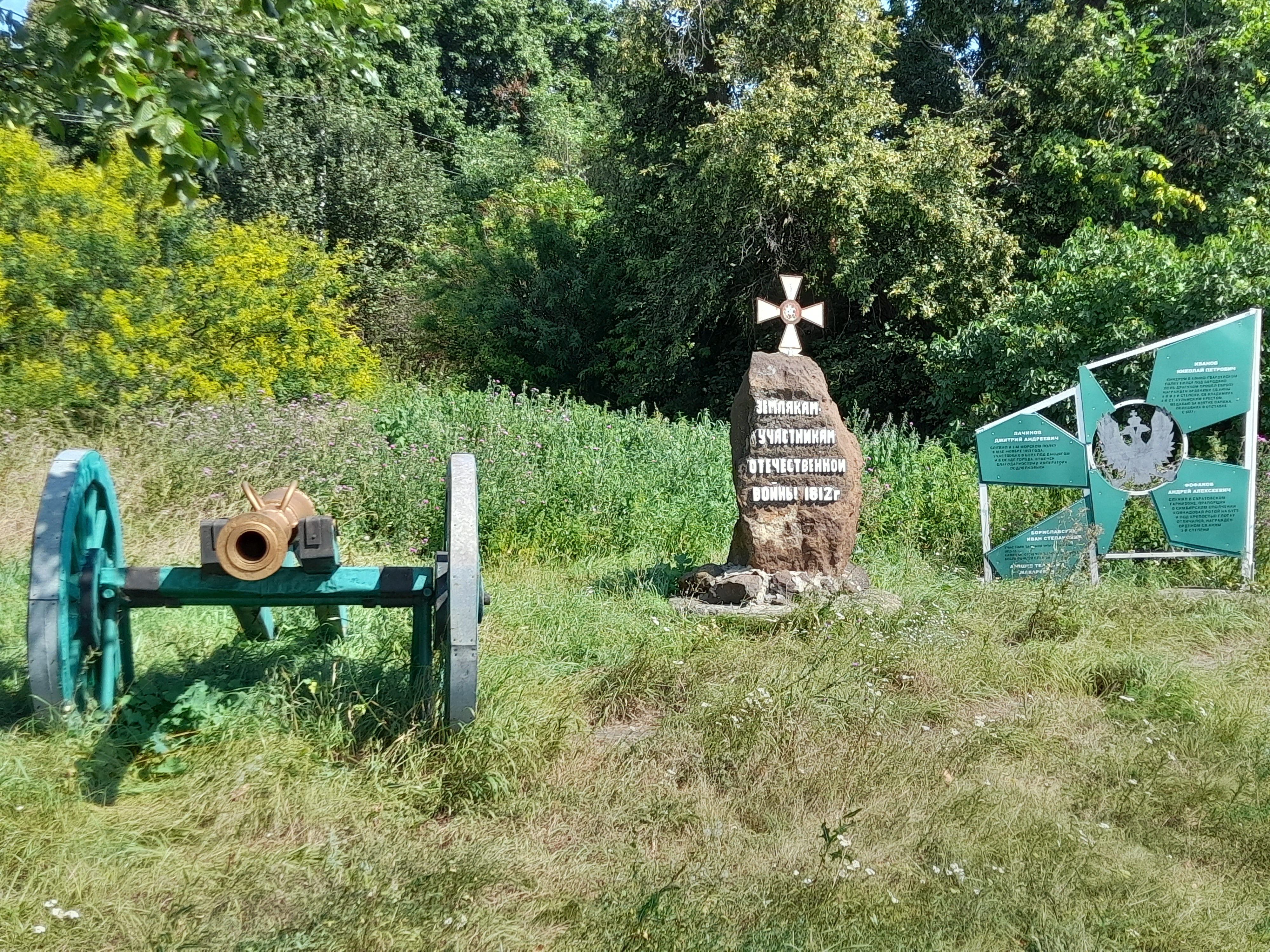
Памятник ополченцам
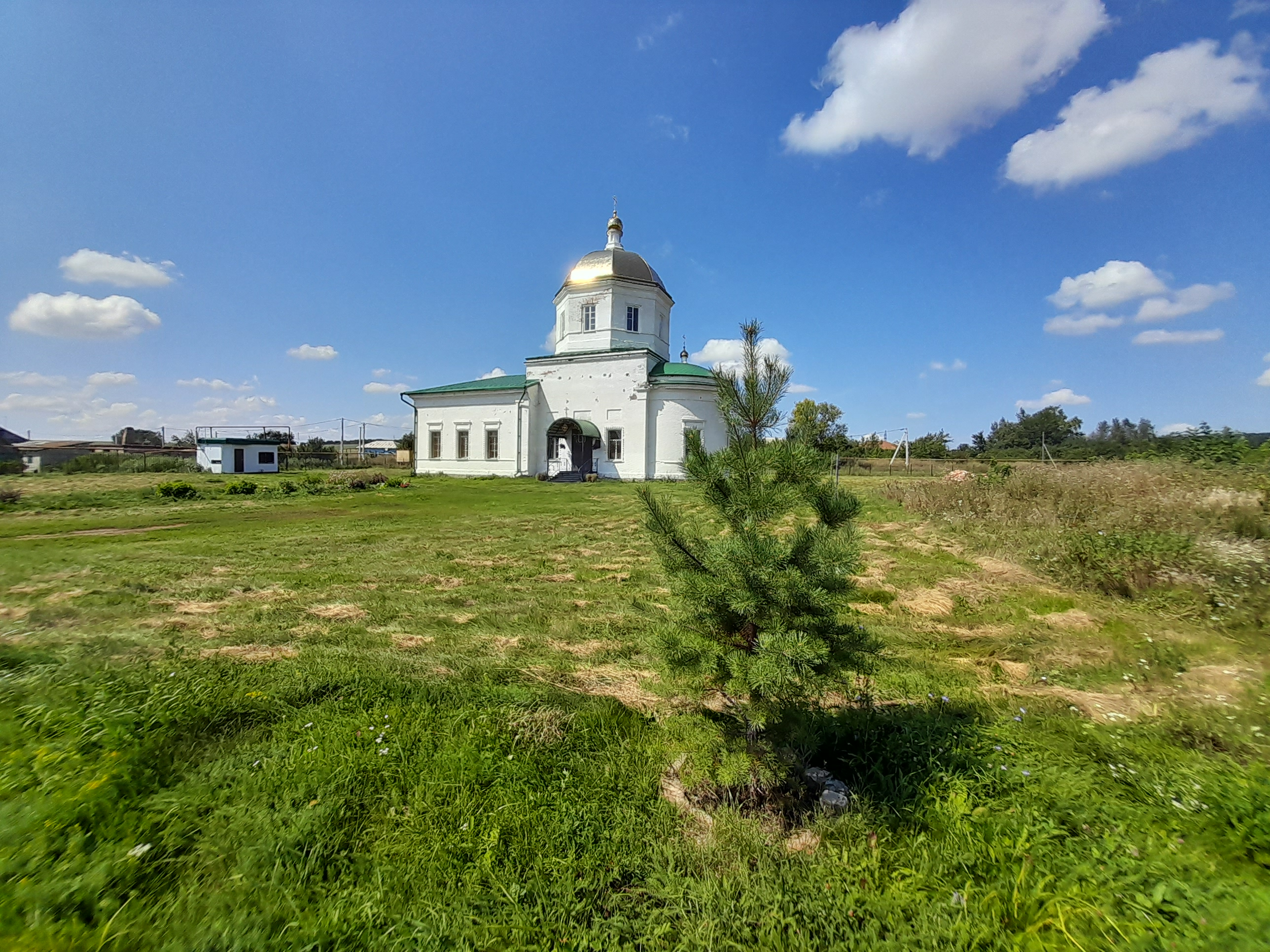
Храм